# Schwedenplatz metróállomás
Schwedenplatz egy metróállomás Bécsben a bécsi metró U1 és U4 vonalán.

## Szomszédos állomások
A metróállomáshoz az alábbi állomások vannak a legközelebb:
- Nestroyplatz
- Stephansplatz
- Schottenring
- Landstraße

## Átszállási kapcsolatok
| U1 (Oberlaa ↔ Leopoldau)        |                        |                             |
| U4 (Heiligenstadt ↔ Hütteldorf) |                        |                             |
| Állomás                         | Átszállási kapcsolatok | Fontosabb létesítmények     |
| Schwedenplatz                   | 1, 2, VRT 2A           | Nemzetközi autóbusz-állomás |